# Шапиро, Эзра Зелиг
Э́зра Зе́лиг Шапи́ро (англ. Ezra Zelig Shapiro; 7 мая 1903, Воложин — 14 мая 1977, Иерусалим) — американский адвокат, еврейский общественный деятель и международного сионистского движения.

## Биография
Родился в семье раввина Озиаса Шапиро и Эстер Брудно. В 1906 эмигрировал с родителями в США. В 1924 возглавил сионистскую орг-цию в Кливленде (Огайо), в 1933-35 возглавлял в Кливленде городскую юридическую службу. В 1942-45 президент Совета еврейских общин, с 1963 чл. Совета по общинным отношениям Кливленда (с 1966 вице-председатель). С 1934 председатель Национального исполнительного комитета Орг-ции сионистов США. Один из организаторов системы еврейских школ в Кливленде и в США: в 1939-43 президент кливлендских школ с преподаванием на иврите, в 1953-56 президент Кливлендского бюро по еврейскому образованию, в 1959-66 вице-президент Амер. ассоциации по еврейскому образованию. В 1971 репатриировался в Израиль, став председателем организации Керен ха-Йесод.
Дочь — актриса и писатель Рена Блумберг (англ. Rena J. Blumberg) (1934, Кливленд).